# Liolaemus walkeri
Espèce
Statut de conservation UICN

 NT  : Quasi menacé
Synonymes
- Liolaemus alticolor walkeri Shreve, 1938

Liolaemus walkeri est une espèce de sauriens de la famille des Liolaemidae.

## Répartition
Cette espèce est endémique du Pérou. Elle se rencontre dans les régions de Lima, de Junín, d'Ayacucho et d'Apurímac.

## Description
C'est un saurien vivipare.

## Publication originale
- Shreve, 1938 : A new Liolaemus and two new Syrrhopus from Peru. Journal of the Washington Academy of Sciences, vol. 28, no 9, p. 404-407 (texte intégral).